# Rodri (Fußballspieler, 2000)
Rodrigo Sánchez Rodríguez (* 16. Mai 2000 in Talayuela), auch bekannt als Rodri, ist ein spanischer Fußballspieler.

## Karriere

### Verein
Nachdem er in seiner Heimatstadt in einem Verein Fußball gespielt hatte, war er von 2011 bis 2012 bei AD Canillas aktiv und wechselte anschließend für ein Jahr in die Jugend von Atlético Madrid. Es folgte ein Jahr in der Jugend von Espanyol Barcelona sowie ein Jahr in der des FC Barcelona. Von 2015 bis 2016 spielte er in der Jugend von Deportivo La Coruña, ehe er im Sommer 2016 in die Jugend von Betis Sevilla wechselte. Dort spielte er anschließend in der U19 und stieg zur Saison 2018/19 in die zweite Mannschaft auf. Sein Debüt für die erste Mannschaft gab er am 7. November 2020 bei einer 2:5-Niederlage gegen den FC Barcelona, als er in der 86. Minute für Sergio Canales eingewechselt wurde. Anschließend erhielt er weitere Einsätze in der ersten Mannschaft und wurde zur Folgesaison ein fester Bestandteil dieser. Auch in der Europa League sowie der Conference League kam er mehrfach zum Einsatz und gewann in der Saison 2021/22 die Copa del Rey.
Am 8. September 2024 wechselte Rodri zu Al-Arabi in die Qatar Stars League, wo er einen Vertrag für drei Spielzeiten unterschrieb.

### Nationalmannschaft
Seit Oktober 2021 ist er für die U21-Nationalmannschaft aktiv und nahm mit dieser an der Europameisterschaft 2023 teil. Im Finale unterlag seine Mannschaft England mit 0:1.